# 1042 أمازون
1042 Amazone هو كويكب، يقع ضمن حزام الكويكبات. اكتشف في 22 أبريل 1925.

## روابط خارجية
- 1042 أمازون في قاعدة بيانات مختبر الدفع النفاث لأجرام النظام الشمسي الصغيرة

- الاكتشاف · مخطط المدار ·  العناصر المدارية · المعلمات المادية

- 1042 أمازون على موقع ويكي سكاي: DSS2, SDSS, GALEX, IRAS, Hydrogen α, X-Ray, Astrophoto, Sky Map, Articles and images